# 新納忠光
新納 忠光（にいろ ただみつ）は、安土桃山時代から江戸時代初期にかけての武士。島津氏の家臣。

## 略歴
新納忠堯の嫡子として誕生。
父・忠堯は忠光の元服前である天正11年（1583年）に肥前国龍造寺氏に与する深江城を攻めた際に討ち死にした。天正14年（1586年）8月22日、忠光は肥後国八代にて島津義久の加冠により元服すると、腰物並びに父と同じ次郎四郎の名を賜った。
天正15年（1587年）に島津氏が豊臣秀吉に降伏すると、忠光は天正18年（1590年）に祖父・新納忠元よりの人質として上洛し伏見に住んだが、忠元の弟・忠佐が代わりとなったため帰国した。
慶長8年（1603年）、死去。名跡は、叔父・忠増の嫡男・忠清が、忠光の娘婿となり継いだ。